# August Künzler
August Künzler (* 1901 in Kesswil, Kanton Thurgau; † 1983 in Frauenfeld) war ein Schweizer Gärtner, der 1929 nach Tanganjika (heute Tansania) ausgewandert ist und dort erfolgreich in Landwirtschaft und Tierfang tätig war, so dass er von seinem Biografen den Übernamen „Weizenkönig von Tanganjika“ erhalten hat.

## Leben
August Künzler verließ 1929 die Schweiz, um im heutigen Tansania sein Glück zu suchen. Zurück ließ er seine Frau und eine florierende Gärtnerei. In Afrika sah Künzler Möglichkeiten, die sich ihm in der Schweiz nie geboten hätten. Nach drei Jahren als Vorarbeiter auf Sisal- und Palmölplantagen konnte er Land erwerben und begann mit dem Aufbau einer eigenen Farm. Innerhalb eines halben Jahrhunderts sollte aus dem Kesswiler Gärtner eine der einflussreichsten Persönlichkeiten von Tansanias Nordprovinzen werden. 
Kaum als Farmer etabliert, begann Künzler, den Vertrieb seiner Produkte selbst zu organisieren, um so den Zwischenhandel zu umgehen. Daraus entstand ein immer größer werdendes Firmenimperium. Er experimentierte zudem mit dem Anbau von Weizen sowie Saat- und Speisebohnen – eine Neuheit in der Region. Diese Unternehmung war so erfolgreich, dass Künzler bald als Weizenkönig von Tanganjika bekannt wurde. 
Nach Ende des Zweiten Weltkriegs erhielt Künzler die Bewilligung zum Fang von Großwild und verkaufte Giraffen, Elefanten und andere Tiere an Zoos weltweit. Kuoni-Touristen machten Halt auf seiner Big Game Ranch. Die politischen Umbrüche in der Region, die der Unabhängigkeit Tansanias 1961 folgten, sowie seine mittlerweile angeschlagene Gesundheit veranlassten Künzler dazu, seine Betriebe schrittweise zu verkaufen. 1979 kehrte er in die Schweiz zurück. Seiner Wahlheimat blieb August Künzler bis zu seinem Tod 1983 durch Projekte der Entwicklungszusammenarbeit verbunden.